# Neivamyrmex inflatus
Neivamyrmex inflatus är en myrart som beskrevs av Borgmeier 1958. Neivamyrmex inflatus ingår i släktet Neivamyrmex och familjen myror. Inga underarter finns listade i Catalogue of Life.